# ホシイモノハ
『ホシイモノハ』は、FLiPの2枚目のシングル。

## 解説
- テレビ朝日系「ストリートファイターズ」マンスリー・プライチとして起用された。初回盤のみ2011年7月19日に行われたO-WESTで行われた模様を収録したDVD付き。

## 収録曲

### CD
1. ホシイモノハ
作詞：いしわたり淳治・渡名喜幸子　作曲：FLiP　編曲：いしわたり淳治・FLiP
2. ふつつか少女
作詞：いしわたり淳治・長堂祐子　作曲：FLiP　編曲：いしわたり淳治・FLiP
3. ホシイノモハ (inst.) - 初回盤のみ

### DVD
1. 革命前夜
2. 雨の女
3. カートニアゴ